# 邢忠修
邢忠修，中华人民共和国政治人物、外交官。
1984年，接替龚普生，担任中华人民共和国驻爱尔兰大使。1987年，由周阳接任。